# Ricky Brabec

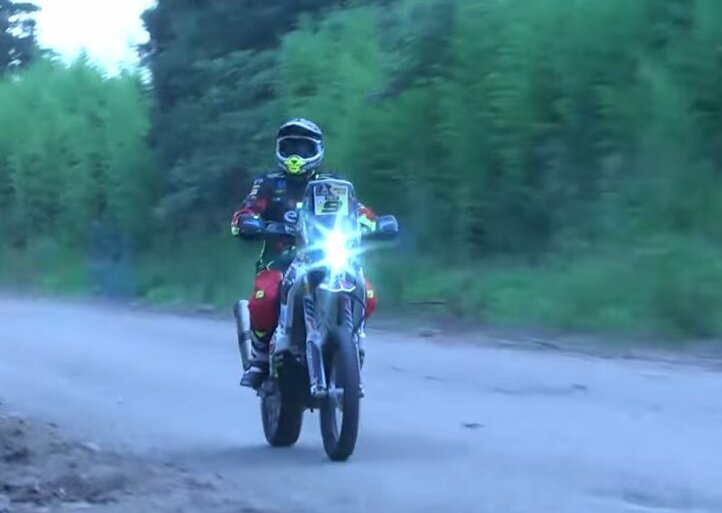
Ricky Brabec (Dakar 2016)

Ricky Brabec (* 21. April 1991) ist ein US-amerikanischer Motorradrennfahrer.
Brabec begann seine Karriere als BMX-Fahrer, wechselte 2011 in den Motorrad-Rennsport und ist mehrfacher US-amerikanischer Titelgewinner in verschiedenen Enduro- und Rallye-Raid-Wettbewerben, wie beispielsweise der Baja 1000 und der Baja 500 sowie Rallye-Dakar-Gewinner in der Motorradklasse. Er nimmt seit 2016 an der Rallye Dakar teil und gewann diese als erster US-Amerikaner 2020 mit dem Monster-Energie-Honda-Team. Er beendete 2020 auf einer Honda CRF 450 Rally die 2001 begonnene KTM-Gesamtsiegesserie auf der Dakar.